# ألاتري
ألاتري (باللاتينية: alatrium) هي بلدة إيطالية تقع في مقاطعة فروزينوني في منطقة لاتسيو الإيطالية. يبلغ عدد سكناها حوالي 30000 نسمة. تتبع ألاتري منطقة تشوتشاريا ذات التقاليد المميزة، تشتهر بالأكروبول المبني بصخور الجندل (الميغاليث).

## السكان
في سنة 1871 بلغ عدد السكان 13٬841 نسمة، وتطور العدد ليصل في سنة 2019 لـ 28٬505 نسمة.
يظهر هذا المخطط البياني تطور النمو السكاني لـ ألاتري

## توأمة
لألاتري اتفاقيات توأمة مع كل من:
- ألايف
- بيترلسينا
- كليسون
- Saint-Lumine-de-Clisson [الإنجليزية]‏
- Gétigné [الإنجليزية]‏
- Dirfys [الإنجليزية]‏
- نيس زيونا
- Gorges, Loire-Atlantique [الإنجليزية]‏
- بيروجيا

## أعلام
- فاليريو أجنولي
- داريو روسي
- إجنازيو دوناتي
- ماكسيميليانو بيناسي